# Noel Felix
Noel Felix, né le 4 octobre 1981 à Los Angeles, en Californie, est un joueur américano-bélizien de basket-ball. Il évolue au poste d'ailier fort.

## Palmarès
- Vainqueur de la coupe d'Israël 2008